# 刘聚奎
刘聚奎（1910年3月—1984年1月1日），男，河南省河内县（今博爱县）柏山村人，中华人民共和国政治人物、军事将领。

## 生平

### 早年生涯
刘聚奎早年出身于贫苦农民家庭，在开封省立第一高中求学期间，参加了“青年反帝大同盟”，1930年在开封参加纪念俄国十月革命的集会中，被当局逮捕，后被释放。1931年3月，他到北平师范大学旁听，加入中国共产主义青年团，任团支部书记。后曾参加中共河南省委举办的抗日游击训练班，因省军委书记廖划平叛变出卖被捕。1933年，在北平草岚子监狱中转入中国共产党。1936年10月经中共地下党营救出狱，被分配到中共豫北工委任组织部长，分管沁阳、博爱一带党政工作。

### 抗日战争期间
1938年春，日军占领博爱后，刘聚奎组织一支70多人的“河北民军太行南区第六支队”，后与其他支队合并为“道清游击队”，不久又与修武游击队合为“赵(继梅)谭(辅仁)支队第二大队”，刘任大队政治处副主任。支队扩编后，他任赵谭支队第三大队政治处主任，后调一大队任政治处主任。1940年4月，“赵谭支队”改编为八纵队新三旅，刘聚奎任九团政委。1943年3月，任太岳区三地委书记兼分区政委。
1944年5月，中共中央决定开辟河南抗日根据地，先后派出几支部队进入豫西。11月，抽调第十八团和第五十九团，组成豫西抗日军第二支队，刘聚奎任司令员兼政委。刘率部进人豫西，以渑池、陕县等地为中心开展抗日游击战争。不久，河南区党委领导刘子久、韩钧所率的部队到达豫西与刘聚奎部会合。1945年2月在渑池南庄召开了豫西工作会议，决定成立豫西二地委、二分区、二专署，刘聚奎任地委书记兼分区政委，韩钧任分区司令员。二分区辖渑池、陕县、新安、洛宁等县，驻渑池西村。此外与上官子平、李桂吾等人合作，使其受豫西二分区改编，上官子平部遂被改编为独立第七旅。
然而上官子平深感改编对自己不利，1945年5月，豫西二分区三个主力团分派到洛宁南、宜阳南和新安北执行任务。豫西二分区所在地渑池一时兵力空虚，上官子平趁机策动事变，5月26日晚，上官子平部乘机在全县12处同时叛乱。渑池县委书记、独七旅政委王舟平等数十人惨遭杀害。同时，与上官子平有联系的陕县、洛宁一些地方武装也相继叛变，豫西事变从5月26日到7月3日，持续一个多月，涉及渑池、陕县、洛宁三县，使二分区损失了近3000人的抗日武装。事变发生后，刘聚奎等人，急忙调回分区主力平定叛乱，豫西的局势转危为安。

### 第二次国共内战
第二次国共内战时期，刘聚奎先后任太岳一分区司令员，率部攻克灵石城。1948年6月，担任晋冀鲁豫野战军第十五纵队四十三旅旅长，晋中战役中，镇守董村一线，牵扯对方十个团进攻。同年8月，担任八纵队二十二旅政委、太原战役中，占领松树坡防线。之后担任中国人民解放军第60军一七八师政委。随后，在解放军第十八兵团自太原进军西北途中，为保障后方安全，便派遣178师至豫西地区进行剿匪，刘聚奎遂率178师及时赶到陕州，配合陕州军分区部队清理李子奎部，保障了中共对陇海铁路和豫陕交通的安全控制。

### 共和国成立后
中华人民共和国成立后，胡耀邦和刘聚奎搭档，分任任川北行署正、副主任。1952年9月，升任西康省人民政府副主席、省委委员兼省政府党组书记。1955年3月，调任西安八四四厂（西安东方机械厂，今西北工业集团）厂长兼党委书记。文化大革命期间，因卷入“六十一人叛徒集团案”，受到残酷迫害，文革结束后得到平反。1977年12月至1983年4月，任政协陕西省第四届、第五届委员会副主席。1984年1月，在西安病逝。